# Římskokatolická farnost Přepychy
Římskokatolická farnost Přepychy je územním společenstvím římských katolíků v rychnovském vikariátu královéhradecké diecéze.

## O farnosti

### Historie
Kostel sv. Prokopa v Přepychách je prvně přísemně doložen v roce 1355. V letech 1986–2009 v obci fungoval charitní domov sester Vincentek.

### Současnost
Farnost je administrována ex currendo z Dobrušky.
| Kostel                        | Místo     | Bohoslužba             | Bohoslužba                                | Poznámka          |
| ----------------------------- | --------- | ---------------------- | ----------------------------------------- | ----------------- |
| Kaple Nanebevzetí Panny Marie | Čánka     | neslouží se pravidelně | neslouží se pravidelně                    | obecní kaple      |
| Kaple Panny Marie Lourdské    | Dřízna    | neděle čtvrtek         | 14.30 (pouze v květnu) 17.00 (jen v zimě) | kaple             |
| Kaple sv. Petra a Pavla       | Očelice   | neslouží se pravidelně | neslouží se pravidelně                    | obecní kaple      |
| Kostel sv. Prokopa            | Přepychy  | neděle čtvrtek         | 10.00 17.00 v zimě, 18.00 v létě.         | farní kostel      |
| Oratorium                     | Přepychy  | úterý                  | 16.00                                     | v domově důchodců |
| Kaple Nanebevzetí Panny Marie | Záhornice | neslouží se pravidelně | neslouží se pravidelně                    | filiální kostel   |